# 凡镇
凡镇（法語：Feins）是法国伊勒-维莱讷省的一个市镇，位于该省中北部，属于雷恩区。该市镇总面积20.35平方公里，2009年时的人口为798人。

## 人口
凡镇人口变化图示